# 莫德斯特·姆巴米
莫德斯特·姆巴米（法語：Modeste M'bami，1982年10月9日—2023年1月7日），喀麦隆足球运动员。

## 俱乐部生涯
姆巴米职业生涯开始于法国，先后在法甲球队色当、巴黎圣日耳曼和马赛效力。2009年夏季，姆巴米和马赛的合同到期，他在一系列英超球队如朴茨茅斯、博尔顿、狼队和威根试训，但都没有得到留队机会。9月30日，他前往西甲球队阿尔梅里亚试训，并在不久后获得留队合同。
2011年7月，降级到西乙联赛的阿尔梅里亚决定不和姆巴米续约，姆巴米成为自由球员。他来到中国，加盟中国足球甲级联赛球队大连阿尔滨，由于大连阿尔滨的外援名额已满，他又被租借到中国足球超级联赛球队长春亚泰半个赛季。在大连阿尔滨升入中超后，姆巴米回归大连阿尔滨。但受到外援名额限制，姆巴米并没有报名参加2012赛季中超联赛。2012年7月，姆巴米转投沙特職業足球聯賽球队伊蒂哈德。

## 榮譽

### 巴黎聖日耳門
- 法國盃冠軍: 2004、2006

### 伊蒂哈德
- 沙特國王盃冠軍: 2013

### 喀麥隆
- 奧運會金牌：2000
- 洲際國家盃亞軍：2003